# Iron Sting

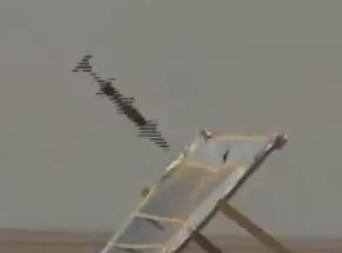
Az Iron Sting lőtéri próbája

Az Iron Sting egy irányított aknagránát, amelyet az izraeli Elbit Systems fejleszt és gyárt. A lövedék GPS/INS és félaktív lézeres (SAL) rávezetési módokkal is alkalmazható. Előbbi esetben 10, utóbbi esetbe pedig 1 méteres pontossággal képes célba találni, vagyis a lövedékek legalább fele egy ekkora sugarú körön belül csapódik be. A 17 kg-os Iron Sting aknagránátok legnagyobb lőtávolsága mintegy 10-12 km. Képes áthatolni 20 cm betonon mielőtt felrobban, így erődítések ellen is hatásos lehet.
Az Iron Sting  aknagránátok első éles bevetésére a 2023-ban kirobban gázai háborúban kerül sor.